# Gargarbrodammen
Gargarbrodammen, (persiska: پل بند گرگر, pol-band-e-gargar) är ett världsarv, en del av Shushtars historiska hydrauliska system, som ligger i  Shushtar, Khuzestan, Iran. Den upptogs på UNESCO:s lista över världsarv 2009 och är Irans tionde kulturarv som registreras på listan, tillsammans med de tolv andra delarna av Shushtars historiska hydrauliska system.  Brodammen är byggd över Gargarfloden, intill Shushtars vattenkvarnar och vattenfallskomplex.